# Bugnicourt
Bugnicourt – miejscowość i gmina we Francji, w regionie Hauts-de-France, w departamencie Nord.
Według danych na rok 1990 gminę zamieszkiwały 934 osoby, a gęstość zaludnienia wynosiła 149 osób/km² (wśród 1549 gmin regionu Nord-Pas-de-Calais Bugnicourt plasuje się na 581. miejscu pod względem liczby ludności, natomiast pod względem powierzchni na miejscu 572.).